# NGC 2254
NGC 2254 (другое обозначение — OCL 500) — рассеянное скопление в созвездии Единорог.
Этот объект входит в число перечисленных в оригинальной редакции «Нового общего каталога».
В мае 1969 года сотрудниками Южной Европейской обсерватории была проведена трёхцветная фотометрия скопления в системе RGU.